# Norsk skogkatt
Norsk skogkatt (norska: norsk skogkatt eller norsk skaukatt) är en kattras som ingår i gruppen semilånghåriga raskatter (halvlångt hår) och härstammar från Norge. Deras päls är vattenavstötande och anpassad till ett kallt klimat. 
Det är en social katt som är ett trevligt husdjur. Den kan vara mycket kärvänlig och tillgiven sin ägare om den behandlas väl. Den är intelligent och "småpratar" gärna, men utan att vara högljudd. Den är en mycket god jägare.
Den norska skogkatten tycks ha en medfödd förmåga att klättra nedför trädstammar med huvudet före, istället för att backa ned som de flesta andra katter gör. Den klättrar i en spiral kring stammen, men med huvudet nedåt.

## Historia
Rasen är mycket gammal och tillkom genom en naturlig anpassning till regionens kalla klimat, men betraktades inte som något annat än en vanlig huskatt fram till slutet av 1930-talet då en liten grupp 'skogkatter' förevisades i Tyskland, där de uppskattades av domarna. Andra världskriget satte dock stopp för det spirande engagemanget för utställningar för norska skogkatter, och rasen glömdes bort fram till 1970-talet. Kattrasen föds nu upp och ställs ut i de flesta länder, däribland USA. Den har även blivit mycket populär i Sverige, där den troligen är vanligare än i Norge. 
Som första internationella sammanslutning accepterade FIFe rasen år 1978. Samma år registrerades den första norska skogkatten inom SVERAK. Idag är rasen erkänd av alla internationella kattförbund.

## Bildgalleri

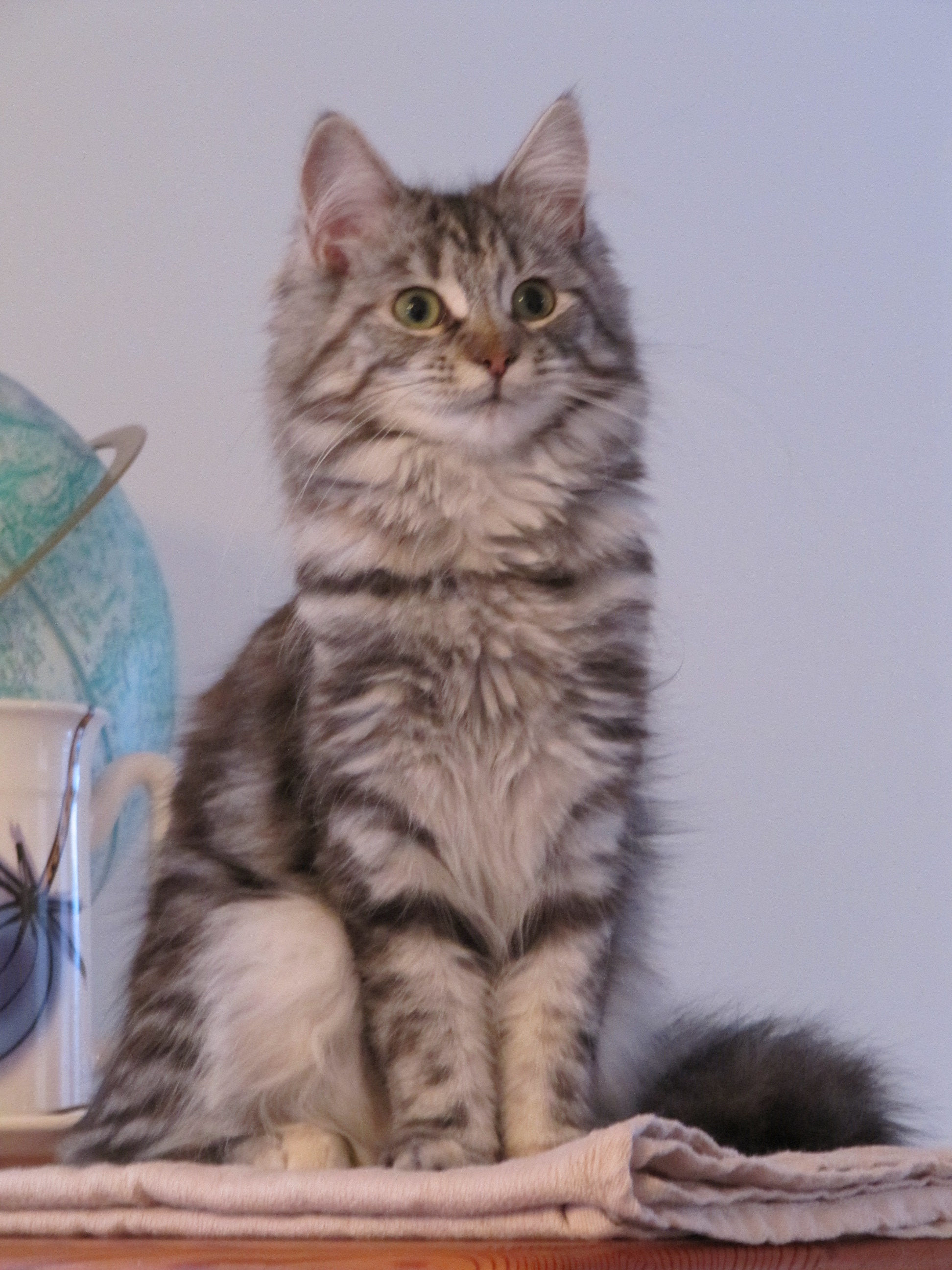
Vit- och svarttabby
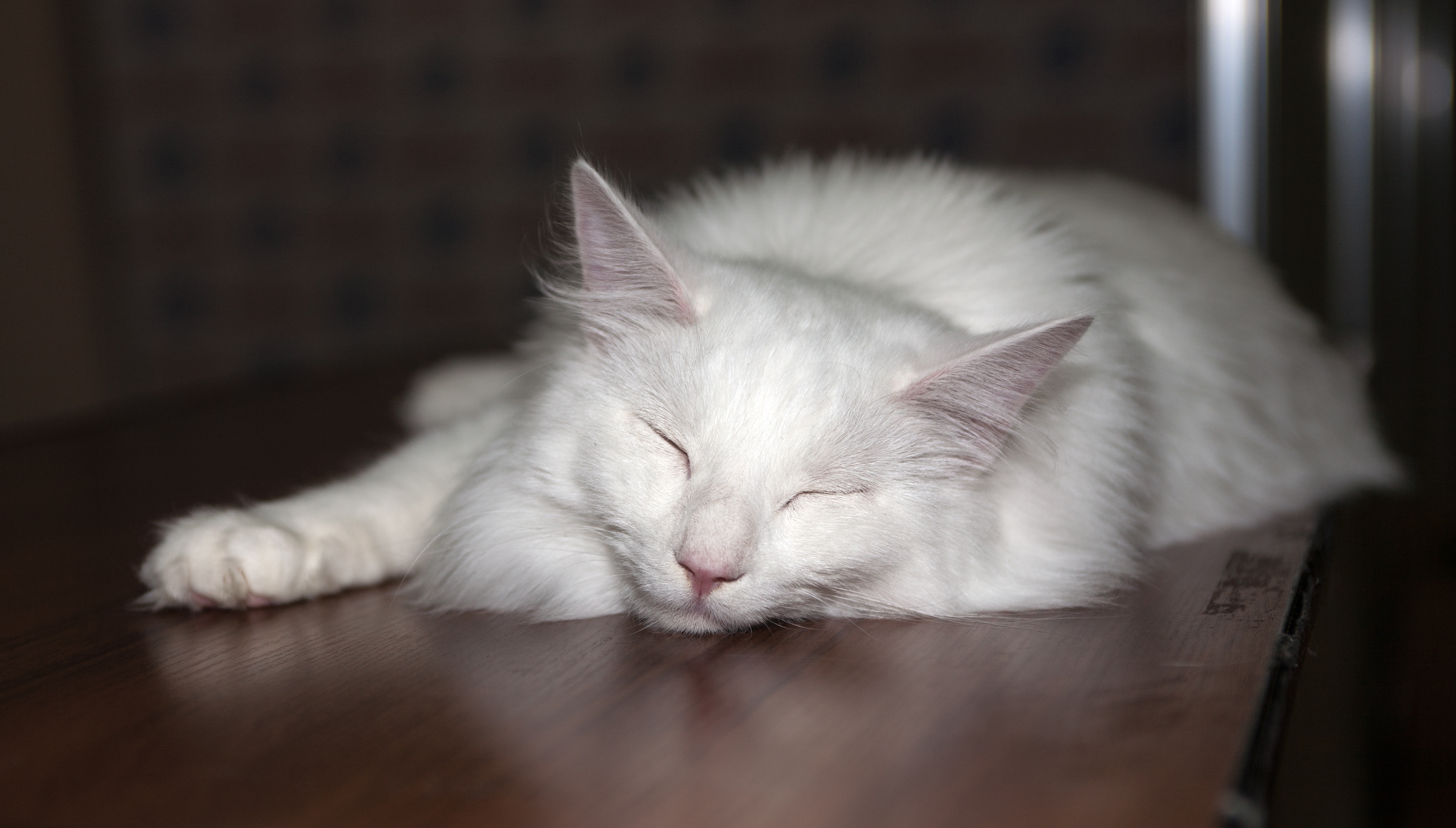
Helvit norsk skogkatt
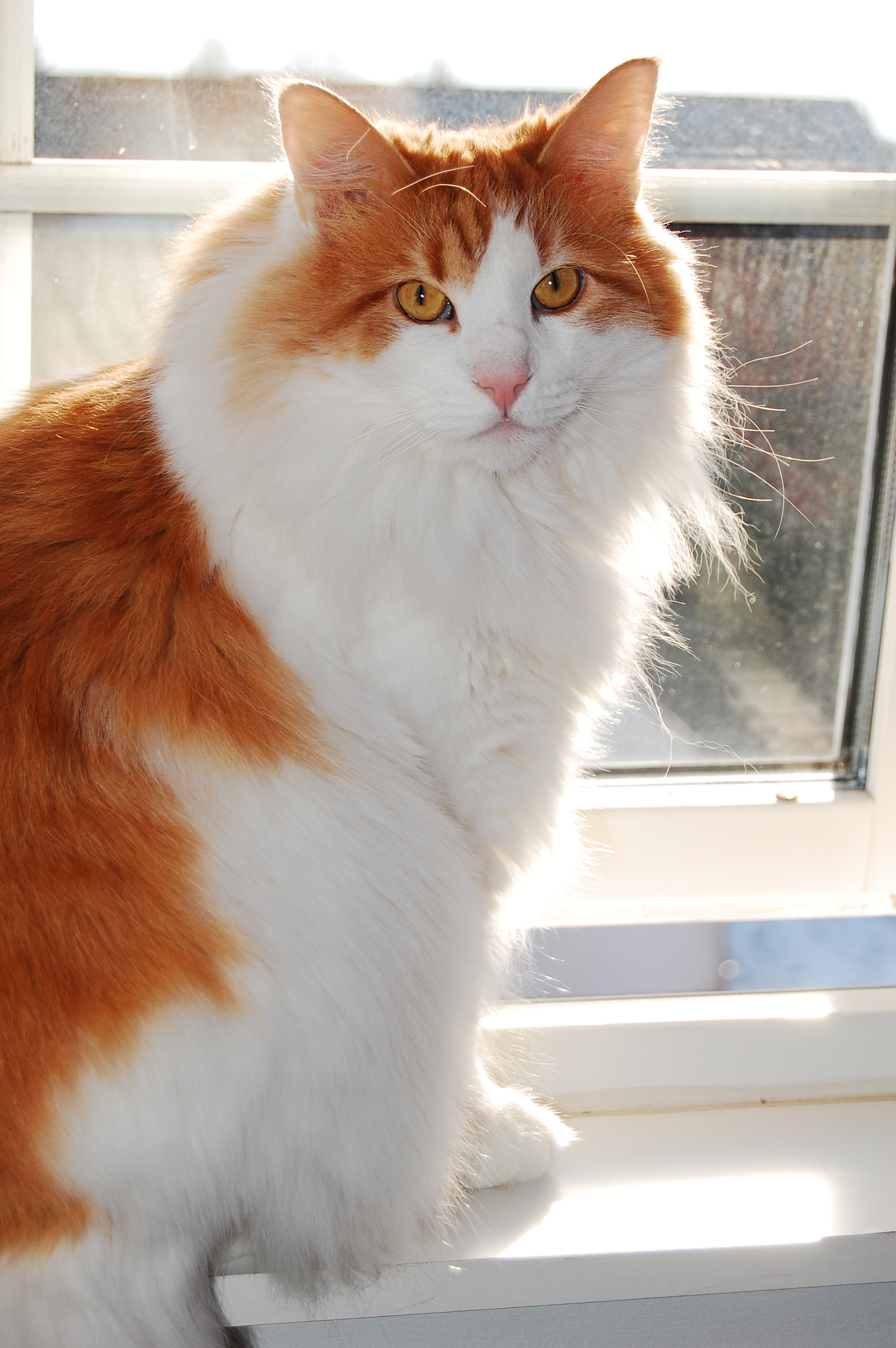
Bicolor röd och vit
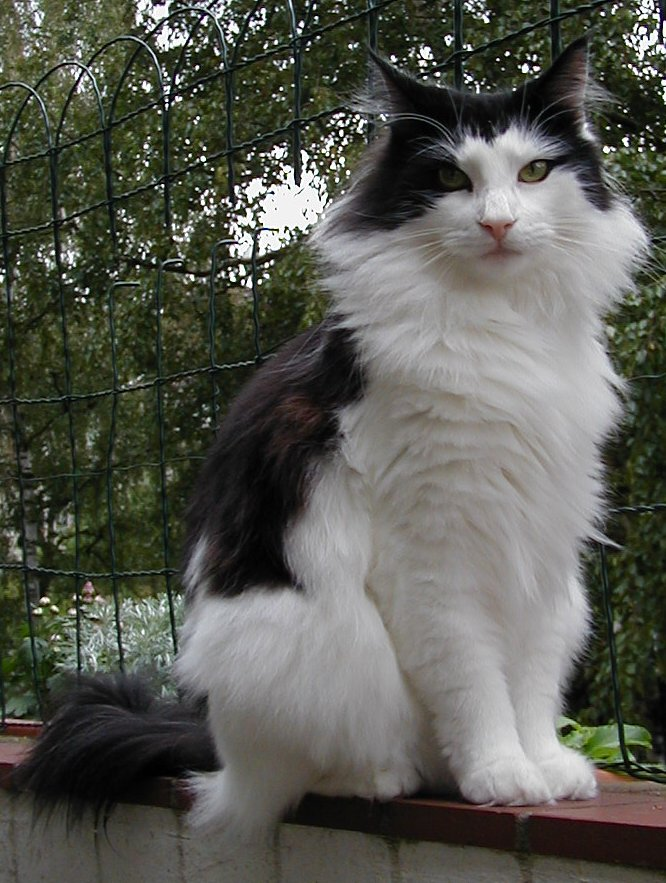
Bicolor svart och vit
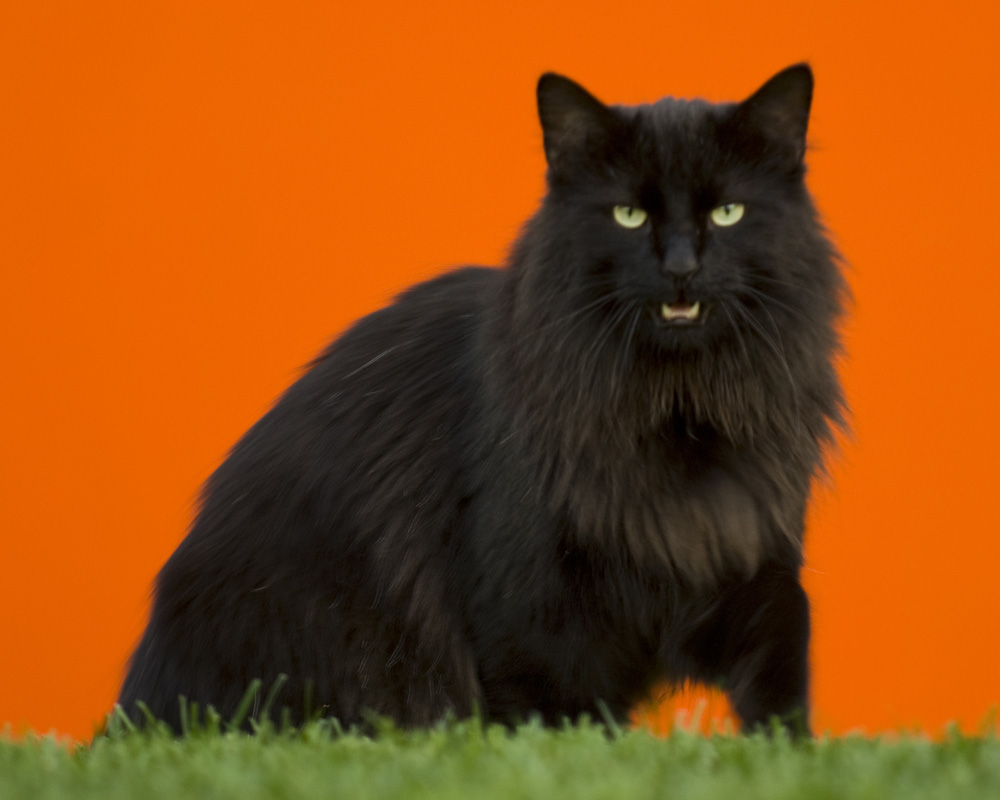
Helsvart norsk skogkatt

## Utseende
Kroppen är långsträckt och muskulös, vilket ger ett intryck om stadighet, och den är smidig. Benen är höga, där bakbenen är något högre än frambenen. Rasen har en stor yvig svans som är rörlig, och den kan vifta eller svänga på enbart övre delen av svanstippen. Enligt utställningskriterier skall svansen vara så lång att den når till kattens skulderblad, men helst till nacken. Rasen anses vara naturlig och får inte blandas med andra raser i syfte att förändra exteriören. Den finns i alla naturligt förekommande färger och mönster. De har krage runt halsen och halvlångt hår på kroppen. De kan även ha något mer hår under tassarna, vilket den delar med andra raser, t.ex. maine coon och sibiriska katter.

### Päls

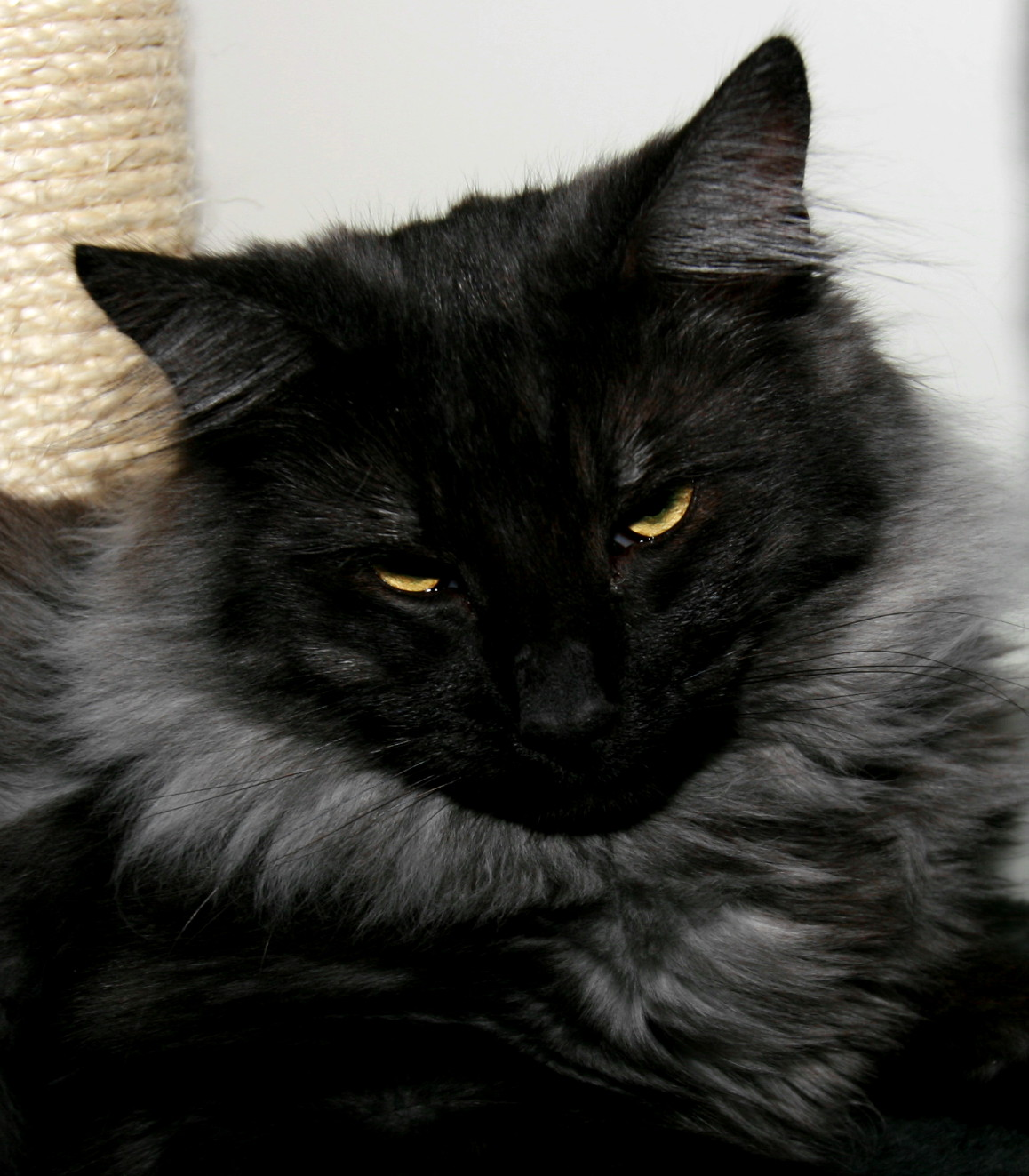
Kragen är typisk för norsk skogkatt

Norska skogkatter har en tjock päls i dubbla lager, ett mjukt lager underull och ett strävare, vattenavstötande täckhår. Pälsen är halvlång (semilång) och tät. Underpälsen är ullig och kragen är tydlig. Svansen är lång och buskig för att skydda från kyla. En skogkatt har "kindskägg", krage och "knickers" på bakbenen. Individuella skillnader förekommer, men trots sin pälsmängd kräver den norska skogkatten inte speciellt mycket pälsvård då pälsen har utvecklats helt naturligt för en fritt levande katt. Viss kamning kan dock behövas och pälstovor kan bildas, som man som djurägare får hjälpa katten med.

### Ansikte
Huvudet är trekantigt och kattens haka ska vara kraftig. Öronen är stora och sitter med ett brett mellanrum, högt och öppet, så att öronens ytterlinjer följer huvudets linjer ner till hakan. De kan också ha små tofsar som på ett lodjur. Profilen är rak från pannan och ner mot nosen. Ögonen är mandelformade.

### Vikt
Hanarna hos norsk skogkatt väger mellan 5 och 10 kg och räknas till de mycket stora tamkatterna, medan honorna väger ungefär hälften, 3-6 kg.

## Temperament
Kattrasen räknas som mycket intelligent, lekfull och lugn, och skogkatter brukar trivas i mänskligt sällskap. Den är känd för att lätt acceptera andra katter, och även hundar. Den norska skogkatten är livlig, vänskaplig och självständig. Helst vill den ha tillgång till en trädgård eller uteplats. Skogkatten har ett starkt psyke och har väldigt lätt för att anpassa sig till olika situationer och omgivningar.